# Michael Lawrence
Michael Lawrence es un trompetista estadounidense de jazz, que comenzó su carrera a mediados de los años 1960.

## Historial
En 1967, entró a formar parte del grupo del saxofonista Joe Henderson, con quien grabaría dos discos hasta 1970. Paralelamente, trabajó y grabó, igualmente, con el flautista Robin Kenyatta y con la big band de Gil Evans. Tocó después con The Eleventh House de Larry Coryell, con quien grabaría en 1972 y 1975; también grabó con Eddie Palmieri, Lalo Rodríguez, Bob Moses y varios artistas de salsa, entre 1974 y 1977.
Ese mismo año, 1977, entra a formar parte de la banda de jazz rock Blood, Sweat & Tears, sustituyendo a Forrest Buchtel, aunque permaneció poco tiempo en el grupo, abandonando la formación al comienzo de la gira de invierno de 1978, sustituyéndole Chris Albert. Trabajó entonces con Yukata Yokokura, Billy Cobham, Fania All Stars y Bob James, grabando con todos ellos. Con James permaneció hasta el año 1983, registrando con él 7 discos. Paralelamente, trabajó también con Peter Tosh y participó en la banda sonora de varias películas, entre ellas Wiz (1978) y Fame (1980).
Su primer álbum como titular, Nightwind, se publicó en 1989. En los años 1990, Lawrence estuvo relativamente ausente de la escena activa, volviendo nuevamente en la década de 2000, trabajando y grabando con Mad Parade (tocando el bajo), Larry Coryel de nuevo, Hearstcarved, Chuck Israels y Todd Wolfe, en el disco de este último, tocando la batería.